# Андрющенко Микола Федотович
Микола Федотович Андрющенко (нар. 25 липня 1920, село Іванівка, тепер Голованівського району Кіровоградської області — 17 січня 1971, місто Київ) — український радянський діяч, журналіст, директор Радіо-телеграфного агентства України (РАТАУ). Член Ревізійної Комісії КПУ у 1966—1971 роках.

## Біографія
Народився у селянській родині. Закінчив середню школу, навчався в Київському політехнічному інституті.
Служив у Червоній армії, учасник радянсько-німецької війни. Після важкого поранення був демобілізований.
У 1946 році закінчив Київський політехнічний інститут.
Член ВКП(б) з 1947 року.
У 1950 році закінчив факультет міжнародних відносин Київського державного університету імені Тараса Шевченка. Під час навчання обирався парторгом курсу, членом партійного бюро факультету міжнародних відносин.
У 1950—1951 роках — завідувач відділу редакції комсомольської газети. У 1951 році працював редактором відділу журналу «Наука і життя». У 1951—1953 р. — відповідальний секретар журналу «Сучасне і майбутнє». У 1953 році — відповідальний редактор пропаганди Українського комітету радіоінформації. У 1953—1954 р. — знову завідувач відділу редакції комсомольської газети.
У 1954—1960 роках — інструктор, завідувач сектора газет відділу пропаганди і агітації ЦК КП України.
У 1960 — листопаді 1963 року — заступник директора Радіо-телеграфного агентства України (РАТАУ).
У листопаді 1963 — січні 1971 року — директор Радіо-телеграфного агентства України (РАТАУ).
Похований в Києві на Байковому кладовищі.

## Нагороди
- орден Червоної Зірки
- два ордени «Знак Пошани» (26.02.1958, 10.09.1966)
- медалі
- Почесна грамота Президії Верховної Ради УРСР (5.05.1962)
- заслужений працівник культури Української РСР (24.07.1970)